# West Sunbury
West Sunbury es un borough ubicado en el condado de Butler en el estado estadounidense de Pensilvania. En el año 2000 tenía una población de 104 habitantes y una densidad poblacional de 401 personas por km².

## Geografía
West Sunbury se encuentra ubicado en las coordenadas 41°0′22″N 79°53′46″O / 41.00611, -79.89611.

## Demografía
Según la Oficina del Censo en 2000 los ingresos medios por hogar en la localidad eran de $25,625 y los ingresos medios por familia eran $33,750. Los hombres tenían unos ingresos medios de $27,000 frente a los $15,750 para las mujeres. La renta per cápita para la localidad era de $12,643. Alrededor del 21.3% de la población estaba por debajo del umbral de pobreza.